# Ахсянов, Булат Азатович
Булат Азатович Ахсянов (род. 20 октября 2005, Уфа) — российский хоккеист, нападающий.

## Биография
Начинал заниматься хоккеем в школе «Салавата Юлаева». В 2018—2022 годах — в СКА. Вернувшись в Уфу, с сезона-2022/23 стал играть в команде МХЛ «Толпар». 7 ноября 2024 года в гостевом матче «Салавата Юлаева» против минского «Динамо» (2:3 Б) дебютировал в КХЛ, проведя единственную игру в лиге в сезоне. Также в феврале 2005 года сыграл 4 матча за «Торос» в ВХЛ.